# Johann Heinrich Schubert
Johann Heinrich Schubert (Magdeburg, 1692. február 27. – Zossen, 1757) német pietista evangélikus prédikátor.

## Élete
Halléban tanult protestáns teológiát, mestere August Hermann Francke volt, akivel élete végéig kapcsolatban maradt. 1715-ben vagy 1716-ban Schloss Bad Köstritzben Heinrich Reuss gróf magántanítója lett. 1720-ban Ebersdorfban Heinrich Reuß gróf udvari diakónusa, egy évvel később udvari prédikátor lett. 1726-ban az akkor megépült potsdami Heilig-Geist-Kirche evangélikus prédikátorává nevezték ki. Beiktatási prédikációja mély benyomást gyakorolt I. Frigyes Vilmos porosz királyra. 1750-ben szuperintendens lett Zossenben, ahol haláláig tevékenykedett. Nyomtatásban néhány prédikációgyűjteménye jelent meg, amelyek széles körben használatban voltak a 18. században.

## Fordítás
- Ez a szócikk részben vagy egészben  a   Johann Heinrich Schubert című német Wikipédia-szócikk ezen változatának fordításán alapul.  Az eredeti cikk szerkesztőit annak laptörténete sorolja fel. Ez a jelzés csupán a megfogalmazás eredetét és a szerzői jogokat jelzi, nem szolgál a cikkben szereplő információk forrásmegjelöléseként.